# Marie Thérèse Françoise Boisselet
Marie Thérèse Françoise Boisselet (1731 - 1er septembre 1800) fut une maîtresse de Louis XV, dont elle eut un fils. Elle épousa en 1771 Louis-Claude Cadet de Gassicourt.

## Sources
1. ↑  Charles Louis Cadet de Gassicourt (1769-1821), qui épousa en 1789 Madeleine Félicité Baudet (1775-1830)